# Flowmotion
Flowmotion war der Name eines Nachtprogramms des Hessischen Rundfunks. Es ging in der Nacht vom 7. auf den 8. Juli 2000 auf Sendung. In den Sendungen wurden verschiedene Videoclips mit Musik zahlreicher Künstler des Labels Elektrolux kombiniert. Die Musikauswahl hatte große Ähnlichkeit mit der von Space Night, Nachtprogramm des Bayerischen Rundfunks.